# ティオーネ・デッリ・アブルッツィ
ティオーネ・デッリ・アブルッツィ（イタリア語: Tione degli Abruzzi）は、イタリア共和国アブルッツォ州ラクイラ県にある、人口約300人の基礎自治体（コムーネ）。

## 地理

### 位置・広がり

#### 隣接コムーネ
隣接するコムーネは以下の通り。
- アッチャーノ
- カポルチャーノ
- フォンテッキオ
- ロッカ・ディ・メッツォ
- セチナーロ

## 行政

### 分離集落
ティオーネ・デッリ・アブルッツィには、以下の分離集落（フラツィオーネ）がある。
- Goriano Valli, Santa Maria del Ponte, Villa Grande